# João Capistrano Bandeira de Melo
João Capistrano Bandeira de Melo (Sobral, 23 de outubro de 1811 — Rio de Janeiro, 30 de maio de 1881) foi um advogado, jornalista e político brasileiro. Foi doutor em direito em 1834.
Segundo filho do capitão Jerônimo José Figueira de Melo e de Maria do Livramento Monte, era irmão do conselheiro Jerônimo Martiniano Figueira de Melo
Representando o Ceará, foi deputado nacional em seis momentos distintos (4ª, 8ª, 9ª, 11ª, 14ª e 15ª Legislaturas)
Foi presidente das província de Alagoas, de 16 de maio de 1848 a 5 de fevereiro de 1849, Paraíba, de 22 de outubro de 1853 a 7 de maio de 1854, Minas Gerais, de 24 de janeiro de 1877 a 1878. Era também Conselheiro de S. M. O Imperador D. Pedro II, lente jubilado da Faculdade de Direito do Recife, Comendador da Imperial Ordem da Rosa, conforme consta na promulgação da Lei de Minas Gerais sobre a criação do município de Manhuaçu, quando era Presidente desta Província.
Casou-se com Umbelina Fernandes de Barros, com quem teve quatro filhos:
1. João Capistrano Bandeira de Melo Filho;
2. Jerônimo Emílio Bandeira de Melo, casado com a escritora Emília Bandeira de Melo;
3. Ernesto Júlio Bandeira de Melo, casado com Maria Guilhermina, filha do Visconde de Aguiar Toledo;
4. Umbelina Bandeira de Melo, casada com Esperidião Elói de Barros Pimentel.